# 스페이스랩

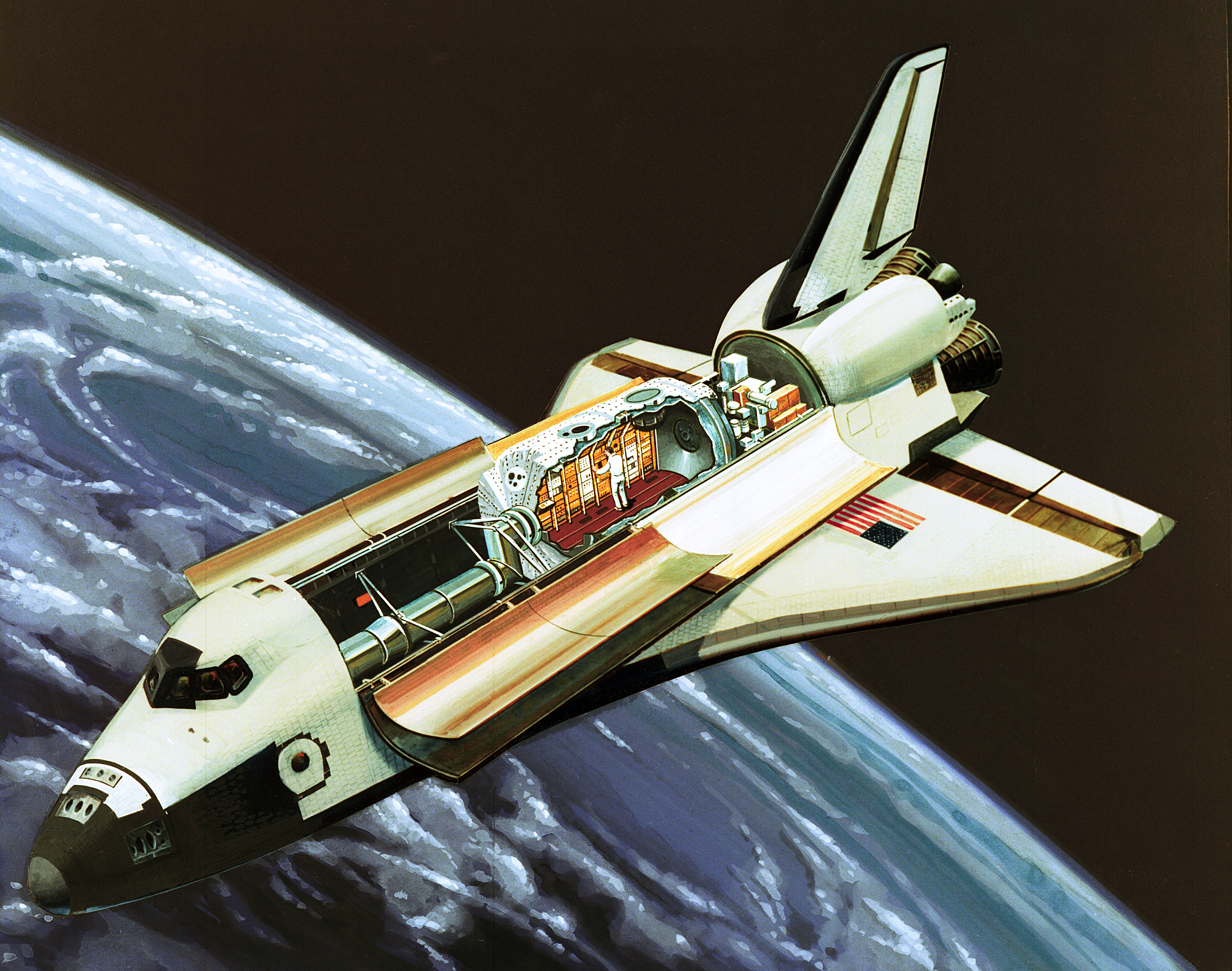
1981년의 스페이스랩 아트

스페이스랩(Spacelab)은 유럽 우주국(ESA)에서 개발하고 우주왕복선이 비행하는 특정 우주 비행에 사용되는 재사용 가능한 실험실이다. 실험실은 가압 모듈, 비가압 캐리어 및 셔틀의 화물칸에 수용된 기타 관련 하드웨어를 포함한 여러 구성 요소로 구성되었다. 구성 요소는 각 우주 비행의 요구 사항을 충족하기 위해 다양한 구성으로 배열되었다.
스페이스랩의 구성 요소는 하드웨어와 임무가 표로 작성되는 방식에 따라 총 약 32개의 셔틀 임무를 수행했다. 스페이스랩을 통해 과학자들은 지구 중심 궤도에서 미세 중력 실험을 수행할 수 있었다. 다양한 스페이스랩 관련 하드웨어가 있었기 때문에 유럽 과학자들이 스페이스랩 거주 가능 모듈에서 임무를 실행하는 주요 스페이스랩 프로그램 임무, 다른 스페이스랩 하드웨어 실험을 실행하는 임무 및 기타 우주 교통 시스템(STS) 임무를 구분할 수 있다. 스페이스랩 하드웨어의 일부 구성 요소를 사용했다. 스페이스랩 임무 수에는 약간의 차이가 있는데, 그 이유 중 하나는 비행된 스페이스랩 하드웨어의 양과 각 임무의 성격이 다양하고 다양한 유형의 스페이스랩 임무가 있었기 때문이다. 1983년부터 1998년 사이에 최소 22개의 주요 스페이스랩 임무가 있었고 스페이스랩 하드웨어는 다른 여러 임무에 사용되었으며 일부 스페이스랩 팔레트는 2008년까지 비행되었다.

## 같이 보기
- 에르메스 (우주선)
- 국제우주정거장
  - 콜롬버스 모듈
- 프리덤 우주정거장
- The Man-Machine